# بوتیمار آمریکایی
بوتیمار آمریکایی (نام علمی: Botaurus lentiginosus) نام یک گونه از سرده بوتیمارهای بزرگ است.